# Henri Mansuy
Henri Alphonse Mansuy (Parijs, 1857 - Suresnes, 21 oktober 1937) was een Frans paleontoloog en pionier binnen de archeologie van Vietnam. Hij ontdekte samen met Madeleine Colani (1866-1943) de Bacsoncultuur in de provincie Lạng Sơn.

## Loopbaan
Mansuy werd geboren in Parijs. Hij was een student van René Verneau en werkte in het Departement van Indochinese Geologie, opgericht in 1898, van waaruit hij en Honoré Lantenois de opdracht kregen om het Geologisch Museum te bouwen op het terrein van het departement, dat werd voltooid in 1914.
In 1906 deed Mansuy opgravingen in de Pho Binh Gia-grot in de Vietnamese provincie Lạng Sơn. Deze site bevatte artefacten uit het late neolithicum en vuurstenen gereedschap. 15 jaar later ontdekte hij samen met Colani dergelijke vondsten op nog eens 27 sites, die vanwege specifieke markeringen konden worden toegeschreven aan de Bacsoncultuur. Ook werden menselijke resten aangetroffen.

## Privéleven
Mansuy overleed op 21 oktober 1937 in Suresnes en werd twee dagen later aldaar begraven.

## Prijzen en onderscheidingen
- Prix François-Fontannes (1917)
- Ridder in het Legioen van Eer (1920)
- Officier in het Legioen van Eer (1936)